# Starkstrom-Anlagenbau Dresden
Der VEB „Otto Buchwitz“ Starkstromanlagenbau Dresden (OBSAD) war ein sächsisches Unternehmen der Elektroindustrie mit Sitz in Dresden. Das Unternehmen entstand 1963 durch Zusammenschluss der Betriebe VEB Starkstromanlagenbau und VEB Otto-Buchwitz-Werk. Es war unter anderem ein Spezialist für Hoch- und Mittelspannungsanlagen.
Das Unternehmen wurde nach dem ersten Präsidenten des Sächsischen Landtages nach dem Zweiten Weltkrieg Otto Buchwitz benannt.
Der Betrieb gehörte von 1979 bis 1984 zum Kombinat Elektroenergieanlagenbau Leipzig. Nach Auflösung des Kombinats 1985 wurde der Betrieb dem Kombinat Automatisierungsanlagenbau zugeordnet.
Das Unternehmen wurde 1990 in die Starkstromanlagen Dresden GmbH umgewandelt. Diese wurde 1992 in AEG Starkstromanlagen Dresden GmbH umbenannt und 1999 als Alstom Starkstromanlagen Dresden GmbH aufgelöst.